# Stark (Wisconsin)
Stark es un pueblo ubicado en el condado de Vernon en el estado estadounidense de Wisconsin. En el Censo de 2020 tenía una población de 351 habitantes y una densidad poblacional de 3,96 personas por km².

## Geografía
Stark se encuentra ubicado en las coordenadas 43°35′37″N 90°36′50″O / 43.59361, -90.61389. Según la Oficina del Censo de los Estados Unidos, Stark tiene una superficie total de 88.99 km², de la cual 88.6 km² corresponden a tierra firme y (0.45%) 0.4 km² es agua.

## Demografía
Según el censo de 2010, había 363 personas residiendo en Stark. La densidad de población era de 4,08 hab./km². De los 363 habitantes, Stark estaba compuesto por el 98.07% blancos, el 0.28% eran afroamericanos, el 0% eran amerindios, el 1.1% eran asiáticos, el 0% eran isleños del Pacífico, el 0% eran de otras razas y el 0.55% pertenecían a dos o más razas. Del total de la población el 1.1% eran hispanos o latinos de cualquier raza.